# Joan Hernández Pijuan
Joan Hernández Pijuan (Barcelona, 15 de febrero de 1931-Barcelona, 28 de diciembre de 2005) fue un pintor español.

## Biografía
Nace en Barcelona en 1931. Estudió en la escuela Llotja, escuela de artes y oficios de Barcelona y en la escuela de Bellas Artes de Sant Jordi en Barcelona entre 1952 y 1956. Doctorado en la Universidad de Barcelona en 1988 con la tesis Pintura i espai. En 1953 realiza su primera exposición mostrando un estilo expresionista y con resonancia existencial. El Museo Municipal de Mataró acogió su primera exposición individual en 1955 y poco después fue uno de los fundadores del "Grupo Silex" junto a Carles Planell, Eduard Alcoy y Lázaro y Josep Maria Rovira y Requesón. En 1957 se trasladó a París donde estudió grabado y litografía en la Escuela de Bellas Artes, adoptando una figuración geométrica donde destacan los elementos solitarios (fruta, copas, huevos, etc) sobre fondos y campos lisos de fajas de colores grises y verdes con inclusión de elementos matemáticos como cuadrículas, que sugieren una atmósfera mágica. Hasta mediados los años ochenta no vuelve al Informalismo. Su obra empieza a caracterizarse por el uso de una paleta de sólo blanco y negro.
Desde 1977 ejerció como profesor en la Escuela de Bellas Artes de Sant Jordi de Barcelona, compatibilizando su actividad creativa con su labor docente. A partir de 1980 formó parte de la comisión de actividades de la Fundación Miró de Barcelona. En 1989 pasó a ocupar el puesto de catedrático de pintura de la Facultad de Bellas Artes de la Universidad de Barcelona, donde en 1992 fue nombrado Decano. Desde 1997 fue académico de Bellas Artes.
En 1993 el Centro Nacional de Arte Reina Sofía realizó una exposición antológica llamada 'Espacios de silencio'.
Muere el 28 de diciembre de 2005. En 2011 el Museo de Arte Moderno de Moscú realizó una exposición titulada Retrospective sobre su obra.
Junto con Pedro Cano realizaron el Primer Taller Internacional de Pintura al Agua de Paisajes de Blanca (Murcia), en septiembre de 1999.
Posteriormente, se inauguró un paseo con su nombre en dicho municipio en homenaje al pintor catalán por ser un espacio pictórico sobre el que el artista   catalán especialmente  trabajó y trasladó a su obra.
El artista falleció el 28 de diciembre de 2005 a los 74 años en su casa de Barcelona, tras una larga enfermedad que le mantuvo ingresado durante sus últimos meses en el Hospital del Vall d´Hebron. La capilla ardiente del artista se instaló en el tanatorio de Les Corts donde se celebró una ceremonia laica. Los restos de Hernández Pijuan fueron incinerados y sus cenizas, trasladadas a una casa de campo propiedad de la familia, en la localidad leridana de Folquer.

## Obra
Su obra se puede encontrar en numerosas colecciones y museos:
- Galerie Semiha Huber, Zúrich
- Graz, Viena
- Ariadne, Colonia
- O'Hana, Londres
- Galerie Gabrielle von Loeper, Hamburgo
- Yamaguchi Gallery, Osaka, Japón
- Marlborough Gallery, Londres
- Palais des Beaux-Arts, Bruselas
- Guggenheim Museum, Nueva York
- National Gallery, Montreal
- Museo de Arte Moderno, Buenos Aires.
- Museo Nacional Centro de Arte Reina Sofía, Madrid
- Centro Atlántico de Arte Moderno, Las Palmas de Gran Canaria

Además ha sido ampliamente premiado a lo largo de su carrera:
- 1957 Premio de la Dirección General de Bellas Artes. Exposición Nacional. Alicante.
- 1958 II Premio de Pintura "Peintres Résidens". París.
- 1960 I ª Premio "Primer Salón de Jazz". Granollers.
- 1965 Premio "Malibor". VI Bienal del Grabado. Ljublijana.
- 1966 I Bienal Internacional del Grabado de Cracovia.
- 1970 Premio de la redacción Vijesnik u Srijedu de Zabreg. II Bienal Internacional de Dibujos de Rijeka.
- 1981 Premio Nacional de Artes Plásticas. Madrid.
- 1985 "Cruz de Sant Jordi". Generalidad de Cataluña.
- 2004 Premio Nacional de Arte Gráfico